# Omer Yengo
Omer Yengo (* 19. November 1954) ist ein ehemaliger kongolesischer Fußballschiedsrichter.

## Karriere
Yengo, von Beruf „Sales Manager“, war mindestens zwischen 1990 und 1998 als FIFA-Schiedsrichter dazu berechtigt, Fußballspiele auf internationaler Ebene zu leiten. Bei der Fußball-Weltmeisterschaft der Frauen 1991 leitete Yengo die Vorrundenpartie zwischen Dänemark und Neuseeland (3:0) sowie das Viertelfinale zwischen den Vereinigten Staaten und Taiwan (7:0). Außerdem kam der Kongolese in einem weiteren Vorrundenspiel als Linienrichter zum Einsatz. Am 10. Januar 1993 leitete er das Endspiel um den erstmals ausgetragenen CAF Super Cup zwischen dem marokkanischen Verein Wydad Casablanca, Sieger des Landesmeister-Pokals, und dem ivorischen Vertreter Africa Sports National aus Abidjan, Gewinner des Pokalsieger-Wettbewerbs (2:2 n. V., 3:5 i. E.). Zwei Monate später kam er bei der Junioren-Fußballweltmeisterschaft 1993 bei der Partie der Norweger gegen Saudi-Arabien (0:0) als Spielleiter zum Einsatz. Das torlose Final-Hinspiel um den African Cup of Champions Clubs 1994 zwischen dem al Zamalek SC (Ägypten) und Espérance Tunis (Tunesien) unterstand ebenfalls der Leitung Yengos.
Der Kongolese kam bei vier Turnieren des Afrika-Cups zum Einsatz. Nachdem Yengo sowohl 1992 als auch 1994 jeweils eine Partie geleitet hatte, wurde er im Januar und Februar 1996 zunächst einmal in der Gruppenphase und später im Spiel um Platz 3 zwischen den „Black Stars“ Ghanas und den „Chipolopolo“ aus Sambia (0:1) eingesetzt. Beim Afrika-Cup 1998 kamen zwei weitere Begegnungen als Spielleiter hinzu, sodass Yengo insgesamt sechs Einsätze beim afrikanischen Kontinentalturnier aufweisen kann.

### Wichtige internationale Einsätze
| Turnier                                   | Phase            | Datum         | Mannschaft 1       | Resultat | Mannschaft 2  |
| ----------------------------------------- | ---------------- | ------------- | ------------------ | -------- | ------------- |
| Fußball-Weltmeisterschaft der Frauen 1991 | Vorrunde         | 17. Nov. 1991 | Dänemark           | 3:0      | Neuseeland    |
| Fußball-Weltmeisterschaft der Frauen 1991 | Viertelfinale    | 24. Nov. 1991 | Vereinigte Staaten | 7:0      | Taiwan        |
| Afrika-Cup 1992                           | Vorrunde         | 16. Jan. 1992 | Senegal            | 3:0      | Kenia         |
| Junioren-Fußballweltmeisterschaft 1993    | Vorrunde         | 9. Mär. 1993  | Norwegen           | 0:0      | Saudi-Arabien |
| Afrika-Cup 1994                           | Vorrunde         | 29. Mär. 1994 | Sambia             | 0:0      | Sierra Leone  |
| Afrika-Cup 1996                           | Vorrunde         | 19. Jan. 1996 | Gabun              | 2:0      | Zaire         |
| Afrika-Cup 1996                           | Spiel um Platz 3 | 3. Feb. 1996  | Ghana              | 0:1      | Sambia        |
| Afrika-Cup 1998                           | Vorrunde         | 12. Feb. 1998 | Togo               | 2:1      | Ghana         |
| Afrika-Cup 1998                           | Vorrunde         | 15. Feb. 1998 | Burkina Faso       | 1:0      | Guinea        |